# Fiorenzo Treossi
Fiorenzo Treossi (Forlì, 1º giugno 1959) è un dirigente sportivo ed ex arbitro di calcio italiano.

## Carriera
Appartenente alla sezione forlivese, diresse lo spareggio-promozione del 6 giugno 1993 tra Perugia e Acireale che sancì il ritorno umbro in cadetteria. Esordiente in tale divisione il 29 agosto successivo durante l'incontro Vicenza-Cosenza, debuttò in Serie A il 28 novembre nella partita tra Torino e Lecce.
Giudice di gara, tra l'altro, della Supercoppa italiana 1996 (svoltasi tra Fiorentina e Milan) e della finale di ritorno della Coppa Italia 1997-98 (in cui i rossoneri fronteggiarono la Lazio) ricoprì il ruolo di quarto ufficiale nell'atto conclusivo della Champions League 1998-99 diretto da Pierluigi Collina. Conta 5 direzioni all'attivo in amichevoli internazionali e 127 presenze in massima categoria, tra cui il derby d'Italia del 16 aprile 2000, oltre alla finale dell'Intertoto tra Troyes e Newcastle del 21 agosto 2001.
Un operato condito da polemiche ne caratterizzò tuttavia la stagione 2002-03, in particolare per i fatti avvenuti durante la gara tra Roma e Como del 25 gennaio 2003: nella circostanza il corpo arbitrale ritenne eccessiva l'espulsione comminata al capitolino Traïanos Dellas, lamentando poi la mancata sanzione per il tocco di mano compiuto dal lariano Stellini. In ragione di tali accadimenti fu temporaneamente sospeso dalla commissione designatrice, la quale ne sancì peraltro l'anticipato termine della carriera — altrimenti fissato all'età anagrafica di 45 anni — nel giugno 2003 valutandone insufficiente il rendimento anche in virtù della qualifica internazionale (di cui era stato insignito nel 1997).

### Dopo il ritiro
Nominato vicecommissario della C.A.N. per l'annata 2003-04, nell'estate 2004 divenne team manager del Cesena: in tali vesti si distinse suo malgrado per una squalifica di due turni ricevuta nel marzo 2008, a causa di espressioni ingiuriose e intimidatorie rivolte all'ex collega Luca Marelli nell'impegno casalingo contro l'Ascoli del 21 marzo 2008. Un nuovo episodio in tal senso si verificò nel settembre 2012, con l'inibizione per una giornata dopo gli insulti ad un assistente nella trasferta che i romagnoli avevano sostenuto a Terni.
Abbandonato il sodalizio bianconero in ragione del fallimento conosciuto nel luglio 2018 — dall'autunno 2020 passa a ricoprire la medesima funzione nella società della terra natìa.